# Ceglarki
Ceglarki (deutsch Ernsthof) ist ein Ort in der polnischen Woiwodschaft Ermland-Masuren. Er gehört zur Gmina Bartoszyce (Landgemeinde Bartenstein) im Powiat Bartoszycki (Kreis Bartenstein (Ostpr.)).

## Geographische Lage
Ceglarki liegt in der nördlichen Mitte der Woiwodschaft Ermland-Masuren, 26 Kilometer südwestlich der früheren und heute auf russischem Staatsgebiet gelegenen Kreisstadt Friedland (russisch Prawdinsk) bzw. zwei Kilometer südwestlich des Zentrums der heutigen Kreismetropole Bartoszyce (deutsch Bartenstein).

## Geschichte
Erst ab dem 3. März 1864 gab es den Namen Ernsthof für den bis dahin als Abbau Peter bezeichneten Ort. Er bestand aus einem mittelgroßen Hof sowie einer Ziegelei und war bis 1945 ein Wohnplatz in der Stadt Bartenstein ostpreußischen Kreis Friedland (1927 bis 1945 „Kreis Bartenstein“ genannt). Im Jahre 1905 zählte Ernsthof 29 Einwohner.
Ernsthof erhielt die polnische Namensform „Ceglarki“, als es 1945 in Kriegsfolge innerhalb des gesamten südlichen Ostpreußen an Polen abgetreten wurde. Als „Kolonia“ ist Ceglarki heute eine Ortschaft im Verbund der Landgemeinde Gmina Bartoszyce (Bartenstein) im Powiat Bartoszycki (Kreis Bartenstein (Ostpr.)), von 1975 bis 1998 der Woiwodschaft Olsztyn, seither der Woiwodschaft Ermland-Masuren zugehörig. Im Jahre 2021 zählte Ceglarki 23 Einwohner.

## Religion
Christentum
Ernsthof war bis 1945 in die evangelische Stadtkirche Bartenstein in der Kirchenprovinz Ostpreußen der Kirche der Altpreußischen Union, außerdem in die römisch-katholische St.-Bruno-Kirche Bartenstein im damaligen Bistum Ermland eingepfarrt.
Auch heute gehört Ceglarki kirchlich zur Stadt Bartoszyce: zur dortigen katholischen Pfarrei, die jetzt dem Erzbistum Ermland zugeordnet ist, und zur dortigen evangelischen Kirchengemeinde, jetzt eine Filialgemeinde der Johanneskirche in Kętrzyn (Rastenburg) in der Diözese Masuren der Evangelisch-Augsburgischen Kirche in Polen.

## Verkehr
Ceglarki liegt an der verkehrsreichen polnischen Woiwodschaftsstraße 592 (auf der Trasse der früheren deutschen Reichsstraße 135), die von Bartoszyce über Kętrzyn (Rastenburg) bis nach Giżycko (Lötzen) führt. Gab es früher Bahnanschluss über den Bahnhof in Bartoszyce, so besteht heute keine Bahnanbindung mehr, seit die Bahnstrecke Głomno–Białystok nur noch ab Korsze (Korschen) befahren wird.